# بستنة عضوية

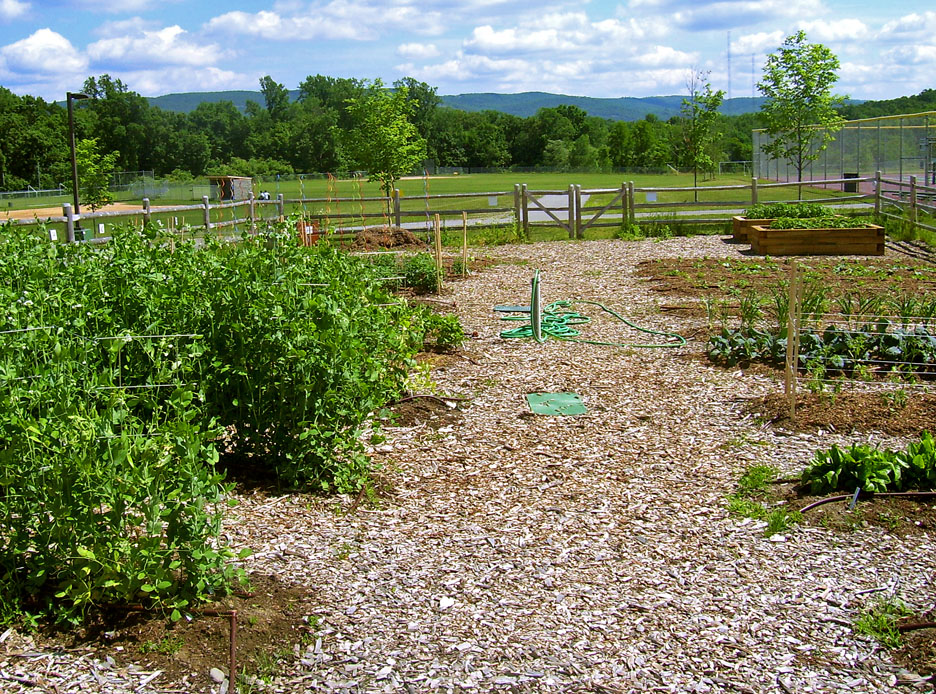
حديقة عضوية

البستنة العضوية (بالإنجليزية: Organic horticulture) هو علم وفن زراعة الفاكهة والخضار والورود ونباتات الزينة من خلال اتباع المبادئ الاساسية للزراعة العضوية لبناء وصيانة التربة وإدارة الآفات.
ترجع أصول التسمية اللاتينية إلى الكلمة اليونانية «هورتوس» hortus وهى نبات الحديقة وكلمة «كلاتشرا» cultura وهى الثقافة والحضارة؛ وبذالك تسمى ثقافة إنبات نبات الحديقة، وأيضا في بعض الاحيان تسمى الزراعة بالفأس حيث أنه يتم استخدام الأيدى العاملة بشكل أساسي مع استخدام بسيط لبعض الآلات البسيطة الخاصة بالزراعة.

## بشكل عام
تعتبر كل من نشارة الخشب والمحاصيل الغطائية والسماد العضوي وزبل الحيوانات والسماد المحضر باستخدام ديدان الأرض ومكملات الأملاح المعدنية من الدعائم الأساسية التي تميز هذا النوع من الزراعة عن نظيره التقليدي. يتوقَّع انخفاض المشاكل التي تصيب النباتات من حشرات وفطريات وغيرها من خلال الانتباه إلى شروط التربة الصحية السليمة. يمكن للبستانيين العضويين أن يستخدموا فخاخ عطر الفرمون وبخاخات الصابون القاتل للحشرات وغيرها من طرق مكافحة الحشرات المتاحة في المزارع العضوية.
يشمل هذا العلم خمسة مجالات دراسية وهي: زراعة الزهور (تتضمن إنتاج المحاصيل الزهرية وتسويقها)، وبستنة المناظر الطبيعية (تشمل الإنتاج والتسويق والمحافظة على المناظر الطبيعية)، وبستنة الخضروات (تشمل إنتاج الخضروات وتسويقها)، وعلم زراعة الفاكهة (يشمل إنتاج الفاكهة وتسويقها)، وفيزيولوجيا ما بعد الحصاد (تشمل الحفاظ على الجودة ومنع المحاصيل المزروعة عضوياً من التلف). تعتبر هذه الأمور في الغالب من المبادئ الأساسية للزراعة العضوية.
يرتكز علم دراسة الأشجار العضوية (أو البستنة العضوية) على المعلومات والتقنيات المجموعة عبر آلاف السنين. وبصفة عامة يشتمل علم دراسة الأشجار العضوية على العمليات الطبيعية التي تحدث عبر فترات طويلة من الزمن بالإضافة إلى منهج شمولي، بينما يركز علم دراسة الأشجار المعتمد على الكيماويات على التأثيرات المعزولة بشكل مباشر وعلى الاستراتيجيات الاختزالية.

## أنظمة البستنة العضوية
هناك العديد من أنظمة الزراعة والبستنة العضوية الرسمية التي تنص على تقنيات محددة. تميل هذه الأنظمة لتكون أكثر دقة وملاءمة مقارنة بالمعايير العضوية العامة. يُعتقد أن بستنة الأحراج نظام إنتاج للغذاء العضوي عائد لفترة ما قبل التاريخ، هي النظام البيئي الزراعي الأقدم الأكثر صموداً. تعد الزراعة اليبوديناميكية منهجاً يرتكز على التعاليم السرية لرودلف ستاينر. ابتكر المزارع الكاتب الياباني نظاما دون حراثة؛ لإنتاج الحبوب على نطاق صغير وأسماه الزراعة الطبيعية.
من تقنيات البستنة على نطاق صغير: البستنة الفرنسية المكثفة وطرق التكثيف الحيوي وإس بي آي إن فارمينغ (التكثيف في مساحة صغيرة). ليست الحديقة مجرد وسيلة لتأمين الطعام فحسب، بل إنها نموذج لما يمكن فعله في المجتمع، فبمقدور أي فرد أن يمتلك نوعاً من الحدائق (كوعاء أو صندوق للزراعة أو حوض مرتفع) وينتج غذاء صحياً عضوياً، أو سوقاً للمزارع لنقل الخبرات الزراعية ومشاركة الوفرة وتعزيز أسلوب أكثر استدامةً للعيش، وبالتالي تشجيع الاقتصاد المحلي. يمكن لحديقة بسيطة مكونة من حوض مرتفع بأبعاد 4 x8 (32 قدم مربع) أن تعتمد على مبادئ الزراعة كثيفة الأحياء وبستنة القدم المربع، وتستخدم مغذيات أقل ومياه أقل فتبقي العائلة أو الجماعة في حالة وفرة من الخضار العضوية المغذية الصحية، بينما تساعد في تعزيز أسلوب عيش أكثر استدامة.
صُممت البستنة العضوية للعمل مع الأنظمة البيئية والتسبب بالحد الأدنى من الإزعاج للتوازن الطبيعي للكرة الأرضية. ولهذا السبب اهتم المزارعون بالطرق التي تعتمد على قلة الحراثة. تستخدم الزراعة التقليدية طريقة الحراثة الميكانيكية (الحراثة أو زرع البذار) التي تعتبر مؤذية للبيئة. إن تأثير الحراثة في الزراعة العضوية ليس أمراً ذا أهمية. تسرّع الحراثة الانجرافَ؛ لأن التربة تبقى مكشوفة لفترة طويلة من الوقت وإذا كان فيها القليل من المادة العضوية فإن الثبات البنيوي للتربة سيتراجع. يستخدم المزارعون العضويون تقنيات مثل نشارة الخشب وزراعة المحاصيل الغطائية والمحاصيل البينية للحفاظ على غطاء الأرض على مدار العام. يعطي استخدام السماد العضوي وزبل الحيوانات ونشارة الخشب وغيرها من الأسمدة العضوية محتوىً عضوياً أكبر لتربة المزارع العضوية، ويساعد في الحد من تدهور التربة وانجرافها.
من الطرق الأخرى لتغذية الحديقة استخدام الأسمدة العضوية والأسمدة المحضرة بوساطة ديدان الأرض. تعد هذه الممارسات طريقةً لإعادة تدوير المواد العضوية لتصبح من أفضل الأسمدة العضوية ومخصّبات التربة. يعتبر السماد المحضر بوساطة الديدان سهلاً للغاية ويعتبر الناتج الثانوي عنه بدوره مصدراً ممتازاً لمغذيات الحديقة العضوية.

## طرق التحكم بالآفات
هناك العديد من الطرق المعروفة للتحكم بالآفات. عند استخدام الكيماويات في الزراعة يمكن تطبيق نوع محدد من المبيدات الحشرية للإبادة السريعة لأحد الآفات الحشرية. يمكن للسيطرة بالكيماويات أن تقلل تكاثر الآفات بشكل ملحوظ على المدى القصير، إلا أنها حتماً ستقتل أو تجوع الحشرات والحيوانات التي تساعد على ضبط السيطرة بشكل طبيعي، ما سيسبب زيادة في أعداد الآفات على المدى الطويل فتخلق مشكلة متزايدة مدى الحياة. يؤدي الاستخدام المتكرر للمبيدات الحشرية ومبيدات الأعشاب إلى الاصطفاء الطبيعي للحشرات والنباتات المقاومة وغيرها من الأحياء، ما يحتم زيادة الاستخدام أو تغيير الأدوية إلى أنواع أكثر قوة.
في المقابل تميل الزراعة العضوية إلى تحمل بعض تجمعات الآفات على المنظور الطويل. تتطلب السيطرة العضوية على الآفات فهماً شاملاً لدورة حياة الآفات والتفاعلات وتشمل التأثير التراكمي لعدة تقنيات، منها:
- السماح بحد مقبول من أذية الآفات.
- حث الحشرات المفيدة المفترسة على النمو وتناول الآفات.
- حث الأحياء الدقيقة المفيدة.
- اختيار النباتات بعناية وانتقاء الفصائل المقاومة للمرض.
- زراعة محاصيل مرافقة من شأنها أن تعيق الآفات أو تبعدها.
- استخدام الأغطية الواقية  لحماية المحاصيل النباتية خلال فترات هجرة الآفات.
- تدوير المحاصيل إلى مواقع مختلفة من عام إلى عام وذلك لقطع دورات تكاثر الآفات.
- استخدام فخاخ الحشرات لمراقبة التكاثر الحشري وضبطه.

تتمتع كل من هذه التقنيات بمنافع أخرى كحماية التربة وتحسينها والتسميد والتلقيح والحفاظ على الماء وإطالة الموسم. تعتبر هذه المنافع مكملة وتراكمية للتأثير الكلي على صحة الموقع. يمكن استخدام التحكم العضوي بالآفات والتحكم الحيوي بها باعتباره جزءاً من إدارة الآفات المدمجة. إلا أن إدارة الآفات المدمجة قد تشتمل على استخدام المبيدات الكيماوية التي لا تعد جزءًا من التقنيات العضوية أو الحيوية.

## التأثير على مخزون الطعام العالمي
من حالات الجدل المتعلقة بإنتاج الطعام العضوي هو مسألة كمية المحصول الغذائي الناتج من كل فدان. بالرغم من الممارسات العضوية الجيدة تبقى الزراعة العضوية أقل إنتاجية بنسبة تتراوح بين 5 إلى 25% مقارنة بالزراعة التقليدية وذلك بالاعتماد على المحصول. ترتبط معظم محاسن الإنتاج في الزراعة التقليدية باستخدام سماد النيتروجين. وعلى أي حال يترتب على فرط استخدام سماد النيتروجين آثار سلبية كتسرب النيتروجين إلى مخازن المياه الطبيعية وزيادة الاحتباس الحراري. للطرق العضوية محاسن أخرى كالتربة الصحية التي قد تجعل الزراعة العضوية أكثر مرونة، وبالتالي تكون موثوقة أكثر لإنتاج الغذاء في وجه تحديات مثل الاحتباس الحراري. بالإضافة إلى ذلك، لا يعد الجوع العالمي أساساً من المشاكل المتعلقة بالمحاصيل الزراعية وإنما بالتوزيع والهدر.